# Chen Geng

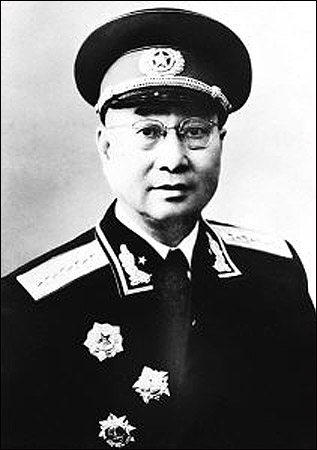
Chen Geng

Chen Geng (chinesisch 陳賡, W.-G. Ch’en Keng; * 27. Februar 1903 (nach anderen Angaben: 1904) in Xiangxiang, Hunan; † 16. März 1961 in Shanghai) war ein chinesischer Großgeneral der Roten Armee bzw. der Volksbefreiungsarmee und Politiker der Kommunistischen Partei Chinas (KPCh), der als Absolvent der Whampoa-Militärakademie einer der herausragendsten Militärführer der Kommunistischen Partei war und an vielen wegweisenden Ereignissen in der Geschichte des chinesischen Kommunismus teilnahm, darunter der Aufstand vom 1. August 1927 in Nanchang und der Lange Marsch.
Nach der Gründung der Volksrepublik China war er unter anderem zwischen 1950 und 1955 Vorsitzender der Regierung von Yunnan. Er fungierte von 1952 bis zu seinem Tode 1961 als Rektor der Militärakademie für Ingenieurwissenschaften sowie zwischen 1954 und 1959 auch als stellvertretender Chef des Generalstabe der Volksbefreiungsarmee. 1955 gehörte er zu den zehn Militärpersonen, denen der Rang eines Großgenerals verliehen wurde. Er war zuletzt von 1959 bis 1961 Vizeminister für Nationale Verteidigung und damit Stellvertreter von Verteidigungsminister Lin Biao.

## Leben

### Familiäre Herkunft und Ausbildung an der Whampoa-Militärakademie

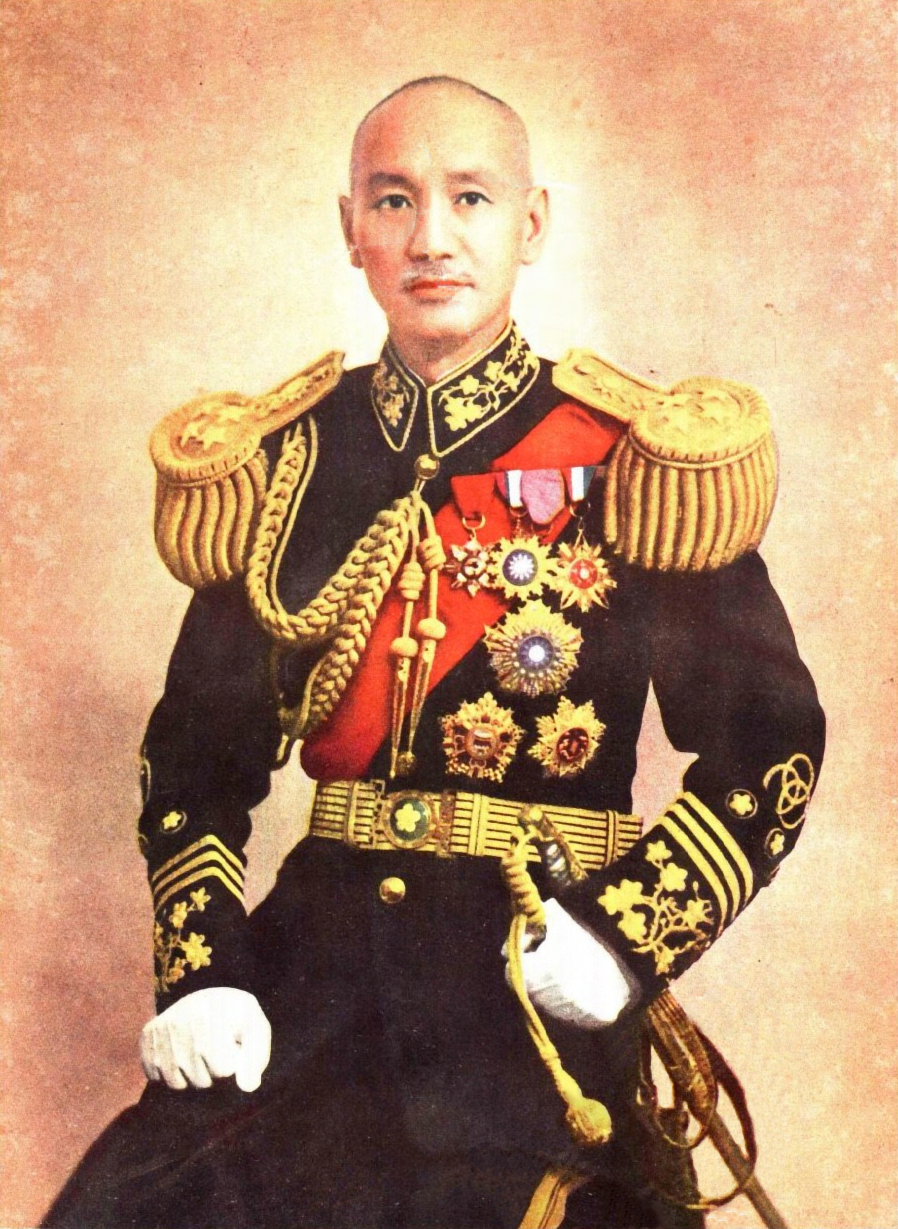
Chen Geng gehörte 1924 zu den ersten Absolventen der von Chiang Kai-shek geleiteten Whampoa-Militärakademie.

Chen Geng, eines von zwölf Kindern von Chen Daoliang und dessen Ehefrau Peng Xuexian, stammte aus einer Grundbesitzerfamilie mit starken militärischen Bindungen. Sein Großvater Chen Yihuai war während der Qing-Dynastie unter General Zeng Guofan ein prominenter Kommandant am Shanhaiguan-Pass, dem berühmten Tor zur Mandschurei. Nach einer kurzzeitigen traditionellen chinesischen Bildung lief er im Alter von 13 Jahren von zu Hause weg, um sich der Armee des Militärführers Lu Diping aus Hunan anzuschließen. Er diente in Lus Armee, bis diese 1922 vom nördlichen Kriegsherrn Wu Peifu besiegt wurde. Danach arbeitete er bei der Hankow-Kanton-Eisenbahnlinie zu der Zeit, als nach einem erfolgreichen Streik auf der Strecke Peking-Hankow im Mai 1922 Streiks bei den chinesischen Eisenbahnen organisiert wurden. Seine Sympathie für die Eisenbahner ermutigte ihn, 1922 zuerst der Sozialistischen Jugendliga und dann der KPCh beizutreten, wodurch er zu einem der frühesten Mitglieder der Kommunistischen Partei Chinas (KPCh) wurde. Als er in seine Heimatprovinz Hunan zurückkehrte, beteiligte er sich an der „Nationalen Heilsbewegung der Studenten“ in Changsha.
Bald darauf setzte Chen seine militärische Laufbahn fort und trat 1922 in eine Militärschule in Kanton ein, damals das revolutionäre Zentrum Chinas. Im späten Frühjahr 1924 schrieb er sich an einer anderen Militärschule ein, der neu eröffneten Whampoa-Militärakademie unter der Leitung von Chiang Kai-shek. Zu seinen Klassenkameraden des ersten Ausbildungsjahrgangs für Infanterieoffiziere gehörten Chen Cheng, Fang Xianjue, Hu Zongnan, Huang Kecheng, Qiu Qingquan, Sun Yuanliang, Xie Jinyuan, Xu Xiangqian und Xu Jishen, während Zhou Enlai und Ye Jianying zu seinen Dozenten gehörte. Bereits im Herbst 1925 nahm er an einem erfolgreichen Vorstoß von Chiang Kai-sheks Streitkräften gegen Chen Jiongming teil, der als Zweiter Ostfeldzug bezeichnet wurde, und bei dem er Chiang Kai-sheks Leben gerettet haben soll. Als der Feldzug endete, waren Chen Jiongmings Streitkräfte und mehrere andere Dissidentengruppen besiegt. Im August 1926 schickte die KPCh ihn nach Moskau, wo er bis Dezember studierte. Als er 1927 nach China zurückkehrte, schloss er sich als Kommandeur eines Spezialdienstbataillons der 8. Armee von Tang Shengzhi an, dessen Truppen während der Nordexpedition für die Kuomintang (KMT) in Hunan und Hubei kämpften.

### Chinesischer Bürgerkrieg

#### Aufstand von Nanchang
Als der Sommer 1927 näher rückte und die Spannungen zwischen der KPCh und der KMT zunahmen, verließ er jedoch die 8. Armee und ging nach Nanchang, der Hauptstadt von Jiangxi, um am kommunistischen Aufstand vom 1. August 1927 teilzunehmen. Er verließ Wuhan Mitte Juli und kam in Nanchang auf demselben Boot wie Zhou Enlai an, einer der Anführer des Aufstands. Während der fünf Tage, in denen die Kommunisten die Stadt besetzten, erhielten Chen und Li Lisan die Aufgabe, „Konterrevolutionäre“ zu verhaften und mit der Bank der Provinz Jiangxi zu verhandeln. Gleichzeitig befehligte er das Sechste Regiment der Dritten Division in der 20. Armee von He Long. Nach dem Scheitern des Aufstands blieb er bei He Longs Truppen, die sich nach Süden zurückzogen, um Ende September 1927 einen weiteren Staatsstreich in Shantou zu versuchen. Die Kommunisten nahmen die Stadt für ein paar Tage ein, aber während der Kämpfe wurde er schwer verwundet und in ein kleines Missionskrankenhaus in Changting in Fujian gebracht, als die Rote Armee weiter nach Süden zog. Dort wurde er von dem späteren Vize-Gesundheitsminister Dr. Fu Lienchang behandelt, der ihm das Leben rettete. Danach wurde er in ein japanisches Krankenhaus in Shantou gebracht, konnte dort aber nicht bleiben, nachdem die Nationalisten die Stadt zurückerobert hatten. Er floh nach Hongkong und dann nach Shanghai, wo er die nächsten drei Jahre im kommunistischen Untergrund arbeitete. Unter dem Pseudonym „Wang“ schien er eine Schlüsselfigur in der Geheimdienst- und Gegenspionagearbeit gegen die Nationalisten gewesen zu sein.

#### Langer Marsch

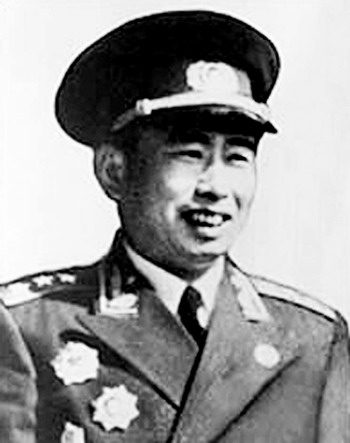
Während des Langen Marsches 1934 war Song Renqiong Politischer Kommissar des von Chen Geng kommandierten Roten Kaderregiments.

Anfang 1931 wurde Chen Geng zu seinem Whampoa-Klassenkameraden Xu Xiangqian, dem Kommandeur der Einheiten der Roten Armee im „Oyuwan-Sowjetrepublik“ im Grenzgebiet Hubei-Henan-Anhui, entsandt und übernahm das Kommando über das 38. Regiment, eine Komponente der 13. Division der Vierten Armee. Allerdings wurde er später zum Kommandeur der 12. Division der Vierten Armee ernannt. Die vierte Vernichtungskampagne von Chiang Kai-shek, die Mitte 1932 begann, hatte schwerwiegende Folgen für die Kommunisten von Oyuwan. Nachdem er Ruijin erreicht hatte, erhielt er das Kommando über eine Division und war Präsident der Roten Armeeschule, nicht zu verwechseln mit der wichtigeren Roten Armeeakademie.
Ein Jahr später brach er 1934 als Kommandant des Roten Kaderregiments mit Song Renqiong als Politischer Kommissar zum Langen Marsch auf. Seine Einheit bestand größtenteils aus Kadern „zweier Militärakademien“ (vermutlich der oben genannten Roten Armeeschule sowie der wichtigeren Roten Armeeakademie) und hatte die Aufgabe, „die Führer und Organisationen“ des Zentralkomitees der Partei, einschließlich Mao Zedong, zu „schützen“.
Nach Ausbruch des Krieges gegen Japan übernahm Chen Geng die Führung der 386. Brigade (stellvertretender Brigadekommandant Chen Zaidao, Stabschef Li Jukui) der 129. Division unter General Liu Bocheng. Am 7. Oktober führte er seine Truppen über den Gelben Fluss nach Shanxi und bedrohte ab 16. Oktober östlich von Pingding die japanischen Truppen am Niangziguan an eine ihrer Flanken. Ab dem 20. August 1940 startete die 8. Marscharmee in allen Teilen Nordchinas mehrere Überfalle auf die japanische Armee, die später Hundert-Regimenter-Offensive bezeichnet wurde. Während der Kämpfe um Guan Jianao kam es am 30. und 31. Oktober 1940 bei der 386. Brigade zu hohen Verlusten, worauf die 8. Marscharmee nicht mehr in der Lage anzugreifen. Danach wurde Chen Geng Kommandeur des Militärbezirks Taiyue in Shanxi, einer von zwei wichtigen militärischen Distrikten des von der 129. Division kontrollierten Territoriums und politisch als Grenzregion Shanxi-Hubei-Shandong-Henan. Im Bezirk Taiyue kam er mit anderen wichtigen Parteifunktionären in Kontakt, die später Mitglieder der obersten Elite werden sollten, darunter der Wirtschaftsspezialist Bo Yibo und der Experte für Parteiorganisation An Ziwen.

### Nachkriegszeit und Volksrepublik China

#### ZK-Kandidat und Koreakrieg

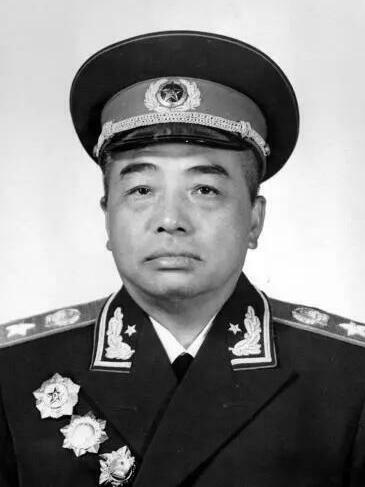
Während des Koreakrieges war Chen Geng Stellvertreter von General Peng Dehuai, des Kommandeurs der dort eingesetzten Verbände der Volksbefreiungsarmee.

Chens langjähriger Dienst in der Roten Armee wurde auf dem 7. Parteitag der Kommunistischen Partei Chinas in Yan’an (23. April bis 11. Juni 1945) gewürdigt, als er zum Kandidaten des Zentralkomitees (ZK) der KPCh gewählt wurde. Im nächsten Jahr vertrat er die KPCh im Feldteam, das nach Taiyuan, der Hauptstadt von Shanxi, entsandt wurde, um die Bedingungen des Waffenstillstandsabkommens vom Januar 1946 umzusetzen, das durch die Vermittlungsbemühungen des US-Sonderbeauftragten George C. Marshall ausgearbeitet worden war. Die verschiedenen Feldteams, von denen jede amerikanische, nationalistische und kommunistische Vertreter hatte, waren dem Pekinger Exekutivhauptquartier verantwortlich, in dem Ye Jianying der kommunistische Hauptvertreter war. Die Rote Armee hatten damals keine persönlichen militärischen Ränge, aber im Feldhauptquartier von Taiyuan bekleidete Chen den vergleichbaren Rang eines Generalleutnants.
Nach Gründung der Volksrepublik China wurde Chen im Januar 1950 Vorsitzender der Regierung von Yunnan und behielte diese Funktion bis zu seiner Ablösung durch Guo Yingqiu im Februar. Allerdings wurde er während des Koreakrieges 1951 an die koreanische „Kampffront“ versetzt, wo er und Deng Hua stellvertretende Kommandeure der „Freiwilligen des Chinesischen Volkes“, der militärischen Einheiten der Volksbefreiungsarmee, unter Kommandeur Peng Dehuai waren. Chen und Deng hatten zuvor während der Zeit in Yan’an gemeinsam im Ersten Armeekorps gedient. Er wurde in den nächsten drei Jahren selten in der Presse erwähnt, obwohl bekannt ist, dass er im Oktober 1952 kurz wieder in Peking war, als er auf einer Versammlung zum Gedenken an den zweiten Jahrestag des Eintritts der Volksbefreiungsarmee in den Koreakrieg sprach. Er blieb bis kurz nach dem Waffenstillstand im Juli 1953 offiziell in Korea.

#### ZK-Mitglied, Stellvertretender Chef des Generalstabes und Vize-Verteidigungsminister

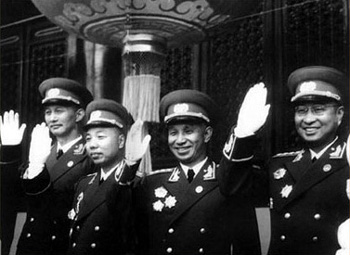
Chen Geng (rechts) mit Hong Xuezhi, Xiao Hua und Su Yu am Nationalfeiertag 1955 auf dem Tor des Himmlischen Friedens

Allerdings wurde Chen Geng bereits am 11. Juli 1952 von Mao Zedong zum Rektor der Militärakademie für Ingenieurwissenschaften ernannt und behielt diese Funktion bis zu seinem Tode am 16. März 1961, woraufhin Liu Juying seine Nachfolge antrat. Außerdem wurde er im September 1953 auch Politkommissar der Militärakademie für Ingenieurwissenschaften und hatte diese Funktion bis zu seiner Ablösung durch Xie Youfa im Mai 1958 inne. Er war ferner von Juli 1953 bis Februar 1954 Leitung einer Abteilung, die der Revolutionären Militärkommission des Volkes, dem militärischen Beratungsgremium der Regierung der Volksrepublik China, unterstellt war. Die Revolutionäre Militärkommission des Volkes wurde im September 1954 mit dem Gründung des Staatsrates der Volksrepublik China, der konstitutionellen Regierung, und der Schaffung des Nationalen Verteidigungsrates abgeschafft. Er wurde daraufhin Mitglied des Nationalen Verteidigungsrates, eines Organs, das selten zusammentritt, aber beträchtliches Ansehen genießt.
Kurz darauf erhielt Chen eine weitaus wichtigere Ernennung, als er am 31. Oktober 1954 zum stellvertretenden Chef des Generalstabes der Volksbefreiungsarmee ernannt wurde, eine Position, die er ebenfalls bis zu seinem Tod am 16. März 1961 innehatte. Als der Chef des Generalstabes Su Yu vom Frühjahr 1956 bis Anfang 1957 von seinem Posten abwesend war, fungierte er als kommissarischer Chef des Generalstabes der Volksbefreiungsarmee. Als es 1955 zur Einführung persönlicher Militärränge und der Vergabe der ersten Auszeichnungen für herausragenden Militärdienst kam, erhielt Chen neben Su Yu, Xu Haidong, Huang Kecheng, Tan Zheng, Xiao Jinguang, Zhang Yunyi, Luo Ruiqing, Wang Shusheng und Xu Guangda den Rang eines Großgenerals (Da jiang). Zugleich wurde ihm die „Medaille des 1. August“, der „Orden für Unabhängigkeit und Freiheit“ sowie der „Orden der Befreiung“ verliehen.  Auf dem 8. Parteitag der KPCh (15. bis 27. September 1956) wurde er zum Mitglied des ZK gewählt.
Chen Geng fungierte ferner von Mai 1957 bis November 1958 als Mitglied der wissenschaftlichen Planungskommission des Staatsrates. Er spielte eine wesentliche Rolle bei der Gründung der heutigen Chinesischen Akademie für Trägerraketentechnologie. Am 16. Oktober 1958 wurde er Vizevorsitzender der aus der Kommission für Luftfahrtindustrie hervorgegangenen Kommission der chinesischen Volksbefreiungsarmee für Wissenschaft und Technik in der Landesverteidigung und damit Stellvertreter von Feldmarschall Nie Rongzhen. Im September 1959 wurde er während einer teilweisen Umstrukturierung der Regierung zum Vizeminister für nationale Verteidigung ernannt, und damit zum Stellvertreter von Verteidigungsminister Marschall Lin Biao. Cheng starb im Alter von 58 Jahren am 16. März 1961 plötzlich in Shanghai an einer Herzkrankheit.
Cheng war zwei Mal verheiratet. 1927 heiratete er Wang Genying, die während des Zweiten Japanisch-Chinesischen Krieges ums Leben kam. Aus seiner im Februar 1942 geschlossenen zweiten Ehe mit Fu Ya gingen vier Söhne und eine Tochter hervor. Der älteste Sohn Chen Zhifei war Ingenieur, die beiden Söhne Chen Zhijian und Chen Zhishu jeweils Offiziere, die einzige Tochter Chen Zhijin Professorin, während der älteste Sohn Chen Zhiya Politiker wurde.

## Hintergrundliteratur
- Edgar Snow: Roter Stern über China, S. 552, MaroVerlag, Augsburg 1993, ISBN 3-87512-215-1